# Салвано (Фермо)
Салвано (итал. Salvano) насеље је у Италији у округу Фермо, региону Марке.
Према процени из 2011. у насељу је живело 879 становника. Насеље се налази на надморској висини од 5 м.